# 鲜捷超市
鲜捷超市（Fresh & Easy Neighborhood Market）是一間位於美國西部的連鎖雜貨店 ，其總部位於加州的埃尔塞贡多。它是樂購集团的一個子公司，並且是世界第三大零售公司。它的發展非常迅速，其首間商店開設於2007年11月，並迅速地發展，期間只在2008年上半葉暫停擴張。截至2012年3月，Fresh & Easy已於亞利桑那州 、加州和內華達州擁有逾185間分店。

## 外部連結
- fresh&easy官方網站
- 零售業案例學習：樂購的Fresh and Easy
- 樂購的Fresh & Easy部落格t （页面存档备份，存于）